# Taubatherium
Taubatherium — вимерлий рід ссавців, що належить до ряду Notoungulata. Він жив під час пізнього олігоцену Бразилії в Південній Америці.

## Опис
Скам'янілості цієї тварини вказують на те, що вона мала досить міцну статуру, але не таку важку, як деякі з її родичів, Leontinia і Scarrittia. Міцне тіло підтримувалося чотирма відносно стрункими, але сильними кінцівками; розміри Taubatherium були типовими для родини, оскільки він був приблизно 180 сантиметрів у довжину і 80 сантиметрів у висоту в холці. Він важив від 280 до 350 кілограмів, а його маса була еквівалентною масі тіла сучасного коня.

## Палеобіологія та палеоекологія
Таубатерій був травоїдною твариною зі стадними звичками, яка жила стадом біля стародавнього озера, колишній басейн якого утворює формацію Тремембе; екземпляри з помітними морфологічними відмінностями, ймовірно зумовленими онтогенезом або статевим диморфізмом, збереглися в літописі скам'янілостей.